# Бурлака, Фёдор Николаевич
Фёдор Николаевич Бурлака (настоящая фамилия — Горшковский) (укр. Фе́дір Микола́йович Бурла́ка; 16 (29) сентября 1902, с. Довгалевское, ныне Ракитнянского района Киевской области Украины) — 10 марта 1972, Киев) — украинский советский писатель.

## Биография
Член КПСС с 1952. Дебютировал как прозаик с рассказами в журнале «Червоний шлях» в 1932 году.
Автор исторических повестей и романов про героическое прошлое украинского народа и борьбу трудящихся за власть Советов.

## Избранные произведения
- «Карьера агронома Кучерявого» (1933),
- «Битва на Кодиме» (1945),
- «Остап Вересай» (1959).
- «Маруся Гонта» (1959),
- «Накануне» (1964),
- «Затопленные пороги» (1966).